# Кара Мустафа паша
Кара Мустафа (на турски: Merzifonlu Kara Mustafa Paşa) е велик везир и военачалник на Османската империя. Той е централна фигура в опитите за разширяване на империята в Централна и Източна Европа.

## Биография
Роден е в анадолско семейство на военен, но е осиновен от влиятелната фамилия Кьопрюлю и бързо след това израства в йерархията на армията. Издига до капудан паша на османския флот. Християнските източници от епохата го описват като алчен и жесток човек. Вероятно оттам идва и прякорът му Кара (в превод „черен“).

Става велик везир през 1676 година при султан Мехмед IV, когото убеждава да обяви война на император Леополд I и поема командването на османската армия. Начело на 300 000 войници той претърпява неуспех при обсадата на Виена и е разбит от Ян Собиески (12 септември 1683 г.). Разбит е втори път при Паркани. Султанът е принуден да го накаже със смърт и по негова заповед е удушен с копринена връв в Белград, като по няколко души обтягат връвта от двете страни. Това е своеобразен ритуал на смъртна присъда за високопоставени личности. Последните му думи са: 
| „ | Проверете дали възелът е добре стегнат! | “ |

Така, пред очите на семейството му, през нощта на 25 декември 1683 г. го застига султанската справедливост. Този изтъкнат велик везир и зет на султана заплаща за поражението на меча на Осман с цената на живота си. Той оставя огромно богатство: 490 кесии скъпоценности, а харема си имал 1500 хубавици и двойно повече робини, пазени от 700 черни евнуси; разполагал с хиляди слуги, хрътки, соколи и друго имущество.